# 华侨城集团
华侨城集团（英語：Overseas Chinese Town Group，简称OCT）華僑城集團成立於1985年11月11日，总部位于深圳，主要从事文化旅游产业、房地产及酒店开发运营。

## 历史
1980年代初，时任全国人大常委会副委员长、国务院侨办主任廖承志的建议，将深圳光明华侨畜牧场沙河分场办成引进华侨资金、技术和人才、开展侨务工作的经济开发区。1985年8月，国务院批准从沙河华侨工业区划出4.8平方公里，由香港中旅集团建设具有工业、商业贸易、旅游、房地产、文化艺术设施的主要外向型的工业区——深圳特区华侨城，11月11日，深圳特区华侨城建设指挥部正式成立。时任中共中央总书记胡耀邦为“深圳特区华侨城”亲笔题写城名。
1986年，华侨城运营主体深圳特区华侨城经济发展公司成立，并承接广东省华侨实业总公司、广东省沙河华侨企业公司在华侨城范围内所属的全部企事业单位。
1989年，旗下“广东省光明华侨电子工业有限公司”更名为“深圳康佳电子有限公司”，中国第一座主题公园“锦绣中华”开业，其后“中国民俗文化村”和“世界之窗”亦相继开业。
1997年，整合旗下优质旅游资产，成立华侨城控股股份有限公司，并于当年9月在深圳证券交易所挂牌上市。母企“华侨城经济发展总公司”更名为“华侨城集团公司”。
1998年，推出以机动游戏为卖点的主题公园品牌“欢乐谷”，首家“欢乐谷”主题公园深圳欢乐谷开业。
2000年，推出高端住宅品牌“波托菲诺”。
2002年，开展异地扩张，进军北京、上海市场，收购纸包装企业“华力控股”，于2005年香港联交所主板挂牌上市交易，并于2007年更名为“华侨城(亚洲)控股有限公司”。
2015年，进行混合所有制改革，引入民营资本，宝能集团旗下的前海人寿和钜盛华以70亿元人民币入股。旗下房地产公司整体收购民营企业花伴里的旧城改造业务。
2025年7月，华侨城集团将所持康佳集团全部股份无偿划转给华润集团关联公司磐石润创。

## 旗下旅游景区

### 锦绣中华
- 锦绣中华
- 中国民俗文化村

### 世界之窗
- 深圳世界之窗
- 长沙世界之窗

### 欢乐谷
- 深圳欢乐谷
- 北京欢乐谷
- 成都欢乐谷
- 上海欢乐谷
- 武汉欢乐谷
- 天津欢乐谷
- 重庆欢乐谷
- 南京欢乐谷

### 卡乐星球
- 柳州卡乐星球
- 常德卡乐星球

### 华侨城欢乐海岸
- 深圳华侨城欢乐海岸（南山后海）
- 深圳华侨城欢乐港湾（宝安前海）
- 顺德华侨城欢乐海岸
- 中山华侨城欢乐海岸

### 华侨城旅游度假区
- 深圳东部华侨城
- 南昌华侨城

## 动画业务
华侨城集团旗下文化公司—华侨城文化集团推出《小凉帽》系列动画片，共制作4季104集，《小凉帽》动画已发行至全球30余个国家和地区。

## 外部連結
- 華僑城集團公司（页面存档备份，存于）